# وزارة العدل (تركيا)
وزارة العدل (بالتركية: Adalet Bakanlığı) هي مكتب وزاري حكومي في تركيا، وهي مسؤولة عن شؤون العدالة.
الوزير الحالي هو عبد الحميد جول

## وصلات خارجية
- الموقع الرسمي للوزارة